# Studio Chizu
Chizu, Inc. (株式会社地図, Kabushiki-gaisha Chizu) est une entreprise et un studio d'animation japonaise fondé en avril 2011. Leurs productions sont réalisées sous le nom de Studio Chizu (スタジオ地図, Sutajio Chizu).

## Histoire

### Création
Studio Chizu est fondé par Yūichirō Saitō et Mamoru Hosoda. Tous deux avaient déjà travaillé ensemble dans les studios Madhouse ; Saitō, membre de Madhouse depuis 1999, y avait en effet coproduit La Traversée du Temps que Hosoda avait réalisé.
Hosoda avait réalisé au total deux productions avec Madhouse : La Traversée du Temps (時をかける少女, Toki o kakeru shōjo) et Summer Wars (サマーウォーズ, Samā Wōzu). C'est l'imagerie du premier qui inspirera le logo du studio Chizu, la silhouette bondissante figurant Makoto Konno, personnage central de l'histoire. Ces deux films sont cependant antérieurs à la création de l'entreprise.
Saitō a décrit Studio Chizu comme l'instrument dédié par lequel Hosoda pourrait concrétiser sa vision d'auteur, perspective que Hosoda a confirmé.

### Productions
Studio Chizu a coproduit son premier long métrage avec Madhouse, Les Enfants loups, Ame et Yuki (おおかみこどもの雨と雪, Ōkami kodomo no Ame to Yuki), sorti en 2012 (en France le 29 août) et rapportant environ 4,22 milliards de yens, (environ 34 millions d'euros). Il est lauréat dans la catégorie « Animation de l'année » de la 36e édition de la Japan Academy Prize,.
Le studio a produit par la suite Le Garçon et la Bête (バケモノの子, Bakemono no ko) qui est sorti en 2015 (en France le 13 janvier 2016) et qui a rapporté environ 5,85 milliards de yens et a remporté pour la deuxième fois le Prix de l'« Animation de l'année » de la Japan Academy,,.
Sortie le 20 juillet 2018 au Japon, leur troisième production intitulée Miraï, ma petite sœur (未来のミライ, Mirai no Mirai) est présentée en avant-première mondiale au Festival de Cannes 2018 lors de la Quinzaine des réalisateurs,. Sortie le 26 décembre 2018 au cinéma en France, le film a pu être distribué dans 96 pays, avec un accueil critique généralement très favorable.

### Distribution
En raison de la popularité de leur réalisateur, Mamoru Hosoda, les films du studio font partie des rares longs métrages d'animation japonaise à bénéficier constamment d'une distribution internationale à grande échelle, moins large que pour les productions Ghibli, mais supérieure aux productions de CoMix Wave Films (portés par Makoto Shinkai).

## Productions
| Année | Titre                          | Date de sortie  | Réalisateur   | Scénariste(s)                  | Producteur     | Compositeur      |
| ----- | ------------------------------ | --------------- | ------------- | ------------------------------ | -------------- | ---------------- |
| 2012  | Les Enfants loups, Ame et Yuki | 21 juillet 2012 | Mamoru Hosoda | Mamoru Hosoda & Satoko Okudera | Yūichirō Saitō | Takagi Masakatsu |
| 2015  | Le Garçon et la Bête           | 11 juillet 2015 | Mamoru Hosoda | Mamoru Hosoda                  | Yūichirō Saitō | Takagi Masakatsu |
| 2018  | Miraï, ma petite sœur          | 20 juillet 2018 | Mamoru Hosoda | Mamoru Hosoda                  | Yūichirō Saitō | Takagi Masakatsu |
| 2021  | Belle                          | été 2021        | Mamoru Hosoda | Mamoru Hosoda                  |                |                  |